# Ard Éireann
Ard Éireann (en inglés Arderin) es un cerro de Irlanda (527 metros), y se sitúa a lo largo de la frontera entre los condados de Offaly y de Laois, en la República de Irlanda.

## Geografía
El Ard Éireann es el cerro más alto de la cadena de las montañas Slieve Bloom, de la cual forma parte. 
Es también el punto más alto de los contados de Offaly y de Laois. Por sus altitud y prominencia el Ardenin puede ser definido como un Marilyn. En su cima hay un cairn y un vértice geodésico.